# Denham (West Suffolk)
Denham – wieś w Anglii, w hrabstwie Suffolk, w dystrykcie West Suffolk. Leży 44 km na północny zachód od miasta Ipswich i 93 km na północny wschód od Londynu. Miejscowość liczy 170 mieszkańców.